# Наката, Хидэо
Хидэо Наката (яп. 中田 秀夫 Наката Хидэо, родился 19 июля 1961 года в Окаяме, Япония) — японский кинорежиссёр, наиболее известный зрителю в жанре J-Horror.

## Карьера
Первой работой Накаты стал фильм-антология «Проклятие, смерть и дух»  (1996). Несмотря на неуспех первых работ, он стал ответственным за руководство над фильмом «Звонок».
«Звонок» стал культовым и одним из самых успешных японских фильмов в мировом прокате. Затем были сняты продолжение «Звонок 2» (1999) и «Тёмные воды» (2002). «Звонок» был в 2002 году переснят в США под тем же названием, аналогично был в 2005 году переснят «Тёмные воды» — в России ремейк вышел как «Тёмная вода». Также в США были снят «Звонок 2».
Среди других фильмов Накаты «Спящая невеста» (2000) и «Хаос» (2000). В настоящее время он завершил японскую историю о привидениях. Также он работает над фильмом «Хирн», который рассказывает о жизни Лафкадио Хирна, написавшего «Кайдан: история и очерки об удивительных явлениях».
Наката работал над фильмом True Believers, но потом вышел из проекта. Позднее он получил предложение от DreamWorks о работе над  «Звонком 2» (2005), на которое ответил согласием. Тем самым этот фильм стал его дебютом на английском языке.
Хидэо Наката представляет  Объединённое агентство талантов.

## Избранная фильмография
- Белая лилия[англ.] — режиссёр, 2016 год
- Дочки-матери (мини-сериал) — режиссёр, 2016 год
- Театр призраков — режиссёр, 2015 год
- Монстр — режиссёр, 2014 год
- Комплекс — режиссёр, 2013 год
- Чат — режиссёр, 2010 год
- L: Change the World — режиссёр, 2007 год
- Кайдан — режиссёр, 2007 год
- Тёмная вода — сценарист, 2005 год
- Звонок 2 —  режиссёр, 2005 год
- Последняя сцена — режиссёр, продюсер, 2002 год
- Темные воды — режиссёр, сценарист, 2002 год
- Кровь из дальнего космоса — актёр, 2001 год
- Сотохиро — режиссёр, 2000 год
- Хаос — режиссёр, 2000 год
- Спящая невеста — режиссёр, 2000 год
- Садистский и мазохистский (документальный фильм) — режиссёр, 2000 год
- Звонок 2 — режиссёр, сценарист, 1999 год
- Джозеф Лузи: Человек с четырьмя именами (документальный фильм) — режиссёр, сценарист, 1998 год
- Звонок — режиссёр, 1998
- Прекрасный день в Токио — актёр, 1997 год
- Не смотри выше — режиссёр, сценарист, 1996 год
- Проклятие, смерть и дух  (видео) — режиссёр, 1992 год